# Montifringilla adamsi
El gorrión de Adams (Montifringilla adamsi) es una especie de ave paseriforme de la familia Passeridae propia de Asia.

## Distribución y hábitat
Se encuentra en China, India, Nepal y Pakistán. Su hábitat natural son las zonas de arbustos secos tropicales. Es un residente común de la región de la meseta tibetana el noroeste de Nepal, donde pasa el verano en zonas entre 4200 y 5100 m s. n. m. y el invierno entre 2530 y 3450 m s. n. m., en laderas rocosas expuestas, en mesetas y en villas cercanas.